# Rattus nitidus
Rattus nitidus е вид гризач от семейство Мишкови (Muridae). Видът не е застрашен от изчезване.

## Разпространение
Разпространен е в Бутан, Виетнам, Индия, Китай, Мианмар, Непал и Тайланд. Внесен е в Индонезия, Палау и Филипини.

## Описание
На дължина достигат до 18,3 cm, а теглото им е около 100 g.
Популацията на вида е стабилна.